# Lacta Giurgiu
Lacta Giurgiu este o companie producătoare de lactate și brânzeturi din România.
Acționarii principali ai companiei sunt Scop Line, cu o participație de 32,5%, Grivco deține 18,16%, SIF Oltenia controlează 11,61%, Ala Procopencu - 8,11%, iar AVAS - 4,08%.
Titlurile societății se tranzacționează la categoria de bază a pieței Rasdaq, sub simbolul INEM.
Cifra de afaceri în 2008: 19,6 milioane lei